# Woke
Woke (uitspraak: [wəʊk]; Afro-Amerikaans-Engelse variant van woken; wakker geworden) is een term die verwijst naar het zich bewust zijn van racismeproblematiek en sociaal onrecht jegens minderheden in de samenleving.
De term wordt verschillend gebruikt. Sinds ongeveer 2020 evolueerde de term 'woke' steeds meer tot een negatief geladen term, als beschuldiging van doorgeslagen politieke correctheid en wordt het in verband gebracht met cancelcultuur en gedwongen zelfcensuur. Het is onderwerp van internetmemes, sarcastisch gebruik en kritiek.
Het wordt gebruikt in de Nederlandse uitdrukking 'woke zijn'.

## Oorsprong, ontwikkeling en gebruik
Woke is een variant op het voltooid deelwoord van het Engelse to wake (up): wakker worden, ontwaken. Het is ontstaan uit het Afro-Amerikaans-Engels. Initieel werd de term niet in politieke context gebruikt, maar verwees het in het algemeen naar iemand die 'goed op de hoogte' was. In de antiracistische beweging kreeg de term de meer specifieke betekenis van iemand die zich bewust was van het racisme in de Amerikaanse samenleving.

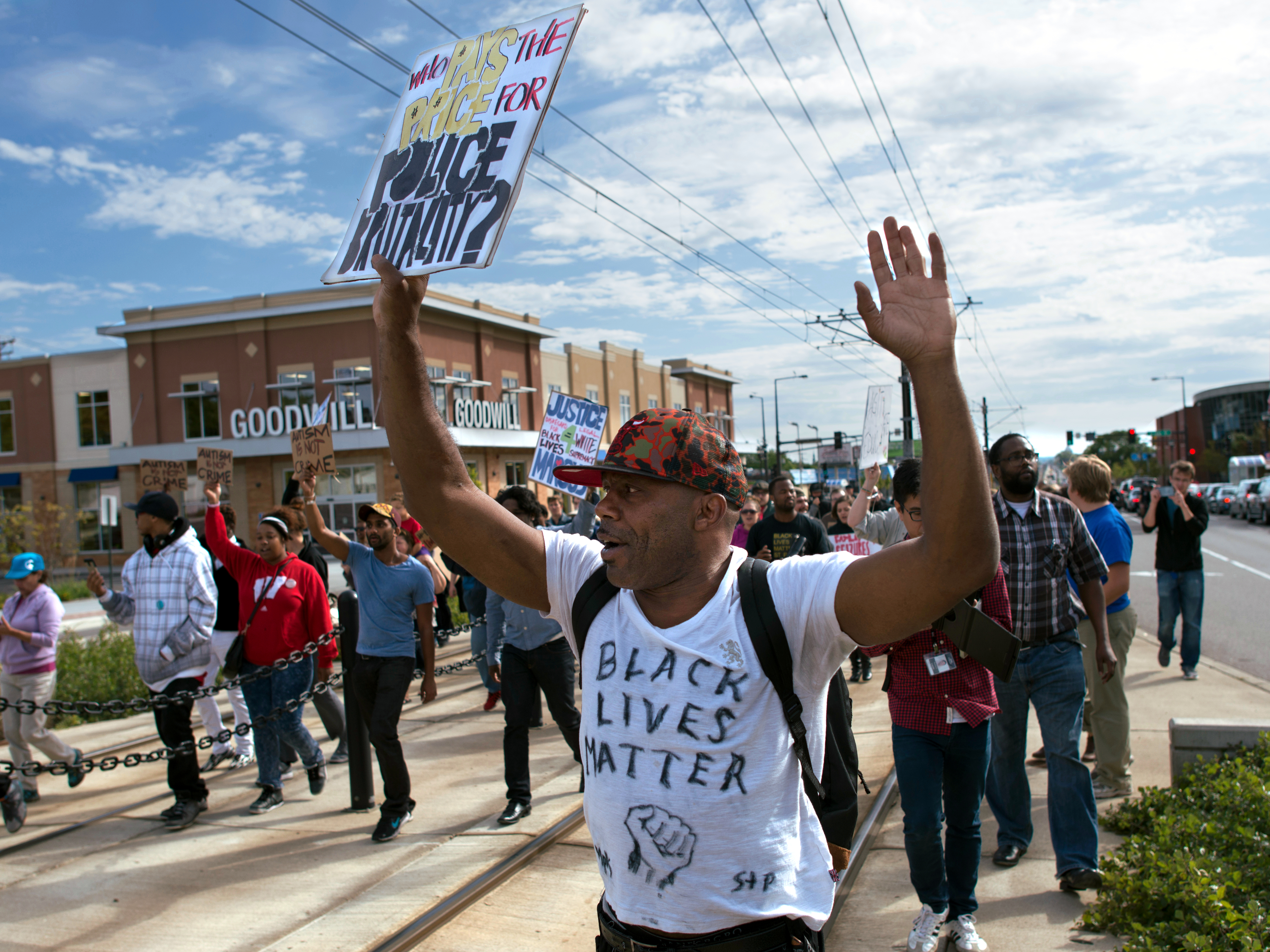
Black Lives Matter-protest tegen politiegeweld in 2015

Zanger-gitarist Lead Belly gebruikte de term in het 'nawoord' bij een nummer dat hij uitbracht in 1938, Scottsboro Boys. Het nummer gaat over de negen Afro-Amerikaanse tienerjongens die vals beschuldigd werden van de verkrachting van een witte vrouw. In het gesproken 'nawoord' in de opname zegt Lead Belly dat hij de jongens en hun advocaat ontmoet had, en hij zei "I advise everybody, be a little careful when they go along through there – best stay woke, keep their eyes open" ("Ik adviseer iedereen om een beetje voorzichtig te zijn als ze daar zijn - om 'woke' te blijven en hun ogen open te houden"; 'daar' refereert aan de stad Scottsboro). Volgens Aja Romano van de Amerikaanse nieuws- en opiniewebsite Vox duidt dat op de noodzaak voor Afro-Amerikanen om op hun hoede te zijn voor racistisch geweld en bedreiging. Het begrip werd in 1962 gebruikt in een artikel met een lijst van Afro-Amerikaans-Engelse slang-uitdrukkingen, geschreven door William Melvin Kelley. 'Stay woke' (alert blijven op racisme) werd gepopulariseerd door het nummer "Master Teacher" uit 2008 van soulzangeres Erykah Badu, door het refrein "I stay woke".
In wetenschappelijke literatuur nam de aandacht voor ingesleten aversies tegen minderheden geleidelijk aan toe: voor racisme steeg die al vanaf eind jaren zestig, seksisme volgde sinds de jaren zeventig en homofobie in de jaren tachtig (gelijktijdig met de aidsepidemie). In de algemene Amerikaanse media bleef aandacht voor die onderwerpen destijds nog aanmerkelijk achter. Wetenschappelijke aandacht voor transfobie en islamofobie steeg sterk sinds het jaar 2000, waarbij de media toen wel in vrijwel gelijke tred volgden. Tussen 2010 en 2014 was er niet alleen in Amerikaanse, maar ook in Britse en Spaanse media een dermate sterke toename in de aandacht voor al deze verschijnselen, dat men ook wel spreekt van de "Great Awokening".
In de jaren tien van de 21ste eeuw werd de term woke steeds meer gebruikt in de betekenis van 'alert op en bewust van maatschappelijke ongelijkheid'. Vooral met betrekking tot sociale ongelijkheid en racisme won de term snel aan populariteit op sociale media. Het kende met name een wijd gebruik na de dood van Michael Brown in 2014 en de opkomst van de Black Lives Matter-beweging (BLM). Ook het presidentschap van Donald Trump (2017-2021) en de dood van George Floyd in 2020 waren belangrijke aanjagers van woke-activisme. Met name aan (Amerikaanse) universiteiten, in de kunstsector en de entertainmentindustrie kwam er veel aandacht voor kwesties rondom etnische, seksuele en genderidentiteit. Vooral hoogopgeleide blanke Democraten kozen voor steeds sterker uitgesproken standpunten op die gebieden.
Tegelijkertijd werd de term ook opgepakt door politieke tegenstanders van BLM en van "linkse politiek" in het algemeen, die de term vaak in neerbuigende of beledigende zin gebruikten, in kritiek op of verwijten van intolerantie, overdreven politieke correctheid en identiteitspolitiek. Bijgevolg is de betekenis van de term verbreed. 'Woke' kan gebruikt worden om te verwijzen naar alles wat men sociaal onrechtvaardig acht, zoals problemen van minderheden of zelfs klimaatverandering. De term is sinds 2014 in de Verenigde Staten geëvolueerd tot een manier om te verwijzen naar linkse politieke ideologieën gericht op sociale rechtvaardigheidspolitiek en kritische rassentheorie. Er zijn echter weinig politieke activisten die zich actief met de term identificeren, tenzij als geuzennaam. Opkomen tegen de vermeende invloed van woke is een belangrijk deel geworden van verscheidene conservatieve en liberale politieke partijen, zoals de Republikeinen in de Verenigde Staten en de N-VA in België.
In de Verenigde Staten nam van 2020 tot en met 2022 de aandacht voor woke-onderwerpen in verschillende sectoren geleidelijk aan af, bijvoorbeeld in grote Amerikaanse kranten. Op Twitter nam na 2020 het gebruik van woke-gerelateerde termen voor het eerst sinds 2012 af. Grotere Amerikaanse bedrijven waren minder geneigd om zich naar buiten aan progressieve idealen te committeren en deze richting hun medewerkers te implementeren en ook in wetenschappelijke literatuur nam de aandacht voor racisme, seksisme, homofobie en transfobie in de genoemde periode weer af. Volgens Allison Davis, schrijver bij New York Magazine en The Cut lijken jongeren behorend tot de Millennials en Generatie Z een 'meer relaxte levenshouding te prefereren boven het vermoeiende en onbevredigende moralisme'.

## Maatschappelijke gevolgen

### In het onderwijs
Het woke-denken vatte vanaf 2010 met name post op Amerikaanse universiteiten. Een groeiend bewustzijn van racisme en sociale ongelijkheid wakkerde de roep aan om verandering van ouderwetse academische waarden en gebruiken. Zo zou onder andere de lesstof op universiteiten te veel gericht zijn op Westerse ideeën en moest de inhoud gedekoloniseerd worden. Wat te conservatief was werd afgekeurd en bepaalde gastsprekers, vaak rechtse denkers, werden geboycot. Ook pleitten studenten voor aanpassing van het taalgebruik dat te veel gericht op meerderheidsgroepen en te weinig inclusief zou zijn, en er werden safe spaces ingericht, als plekken waar subgroepen zich konden onttrekken aan vooroordelen en discriminatie.
Naast positieve reacties stuitten de veranderingen ook op verzet. Enkele docenten beklaagden zich, omdat studenten eisten dat werken van blanke auteurs als Plato en Aristoteles uit het curriculum verwijderd werden. De werken van deze Griekse filosofen werden als eerste behandeld (in het eerste semester) en dat zou volgens de studenten racistisch zijn. Een hoogleraar evolutiebiologie aan de Harvard-universiteit werd transfobie verweten omdat ze weigerde de term 'zwangere personen' te gebruiken. Met deze term zou verduidelijkt moeten worden dat behalve vrouwen ook transgender mannen en non-binaire personen zwanger kunnen zijn.
De roep om meer aandacht voor racisme, diversiteit en lhbti-rechten in het onderwijs bleef desondanks toenemen en vanuit Amerikaanse universiteiten verspreidde de woke-cultuur zich naar andere landen zoals Groot-Brittannië, Denemarken, Frankrijk en Nederland, waar het echter eveneens op weerstand stuitte. In juli 2021 werd in een interview in de Volkskrant door een aantal Nederlandse academici de vrees uitgesproken dat de academische vrijheid wordt bedreigd door een lichting 'woke' studenten die soms op basis van één woord aannemen dat men woke is of juist niet. Dit zou bij docenten en studenten leiden tot zelfcensuur, die de academische vrijheid bedreigt. In datzelfde jaar waarschuwde Luc Sels, rector van de Katholieke Universiteit Leuven, voor de invloed van woke op het hoger onderwijs in zijn openingsspeech voor de aanvang van het nieuwe academiejaar.
Floris van den Berg, universitair docent en schrijver van het Wokabulary. Kritisch wokewoordenboek (2022), noemt woke eveneens een bedreiging voor de academische vrijheid, vooral in de geesteswetenschappen, alsook voor het streven naar objectiviteit. Maar hij ziet ook elders problemen. Hij constateert dat woke vaak samengaat met onverdraagzaamheid en een cancelcultuur. Alle kritiek op woke wordt, volgens van den Berg, door het radicale deel al snel weggezet als racistisch en fascistisch. Nina Köll, universitair docent aan dezelfde universiteit, schreef in een opinie over dit boek dat kritiek op woke vaak een middel is om de positie van een bevoorrechte groep te beschermen. Zij stelde dat juist reactionaire partijen kritische beschouwingen verbieden op de universiteit.
In de Verenigde Staten hebben verscheidene staten maatregelen genomen om de invloed die 'woke' volgens hen heeft in het onderwijs in te perken. Deze maatregelen komen erop neer dat het gebruik van sommige boeken en het bespreken van bepaalde onderwerpen, zoals homoseksualiteit en transgenderisme, worden verboden. Vooral de Republikeinse gouverneur van Florida, Ron DeSantis, wordt in verband gebracht met deze maatregelen. Verscheidene critici maken zich zorgen dat deze maatregelen de academische vrijheid aantasten.

### In de commercie
De uitspraak "Get woke, go broke" (Engels voor "word woke, ga failliet"), oorspronkelijk van schrijver John Ringo, werd een omstreden term om te verwijzen naar commerciële organisaties die door sociaal rechtvaardige campagnes een financieel verlies zouden lijden. De term vergaarde enige populariteit onder marketingexperts maar het gesuggereerde oorzakelijk verband werd niet aangetoond.

## Kritiek

### Woke als morele paniek
Verscheidene academici hebben het gebruik van de term 'woke' bekritiseerd. Volgens Bart Cammaerts, politieke wetenschapper aan de London School of Economics, demoniseert de term 'woke' het streven naar sociale gelijkheid en rechtvaardigheid. Volgens hem maakt het gebruik van de term woke deel uit van een bredere rechtse strategie, waarin anekdotes over uit de hand gelopen gevallen van activisme verspreid worden als voorbeelden om hele bewegingen te demoniseren. Cammaerts stelt dat deze anti-woke-retoriek een reactie is op het relatieve succes van anti-racistisch en anti-seksistisch activisme uit de tweede helft van de twintigste eeuw.
Volgens de Amerikaanse linguïst John MacWhorter lijkt de term woke zeer sterk op de term 'politiek correct,' aangezien beide termen zijn die aanvankelijk een geringe betekenis hadden binnen linkse politieke bewegingen om pas later bekend te worden door rechtse critici. De journalist Michael Hobbes stelt dat de huidige anti-woke-beweging ontstaan is uit de beweging tegen politieke correctheid van de jaren negentig. Volgens Hobbes is ook de anti-woke-beweging een geval van morele paniek, omdat  het vaak onduidelijk is wat het reële gevaar van woke is en de anti-woke-beweging vaak gebruik maakt van losse anekdotes die op licht samenzweerderige manier met elkaar verbonden worden.

### Essay 'Links ≠ woke'
Woke wordt niet alleen vanuit rechts bekritiseerd, maar ook vanuit links. In haar essay in boekvorm Left is not woke betoogt Amerikaanse hoogleraar ethiek Susan Neiman dat de onderliggende emoties, zoals sympathie voor de underdog en verontwaardiging over onderdrukking, misschien wel links zijn, maar dat de conclusies en beoogde maatregelen, zoals mensen opdelen in groepen op basis van ras en seksualiteit en zoals mensen het zwijgen opleggen (cancelen) juist heel rechts zijn. Ook constateert zij dat de woke-beweging progressieve mensen ontmoedigt om zich nog uit te spreken of actief te zijn ('daar wil ik niet bijhoren' of 'blijkbaar ben ik niet langer links').